# Kangacris
Kangacris is een geslacht van rechtvleugeligen uit de familie veldsprinkhanen (Acrididae). De wetenschappelijke naam van dit geslacht is voor het eerst geldig gepubliceerd in 1983 door Yin.

## Soorten
Het geslacht Kangacris omvat de volgende soorten:
- Kangacris keshanensis Ren & Zheng, 2000
- Kangacris rufipes Yin, 1983